# Leptanilla santschii
Leptanilla santschii är en myrart som beskrevs av Wheeler 1930. Leptanilla santschii ingår i släktet Leptanilla och familjen myror. Inga underarter finns listade i Catalogue of Life.